# Communauté d’agglomération du Plateau de Saclay

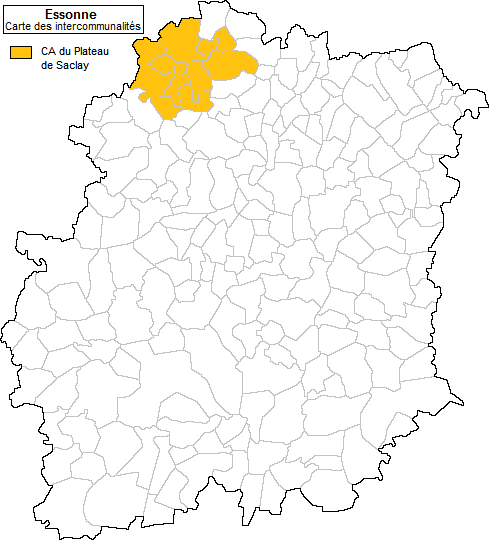

Die  Communauté d’agglomération du Plateau de Saclay (CAPS) ist ein ehemaliger französischer Gemeindeverband mit der Rechtsform einer Communauté d’agglomération im Département Essonne in der Region Île-de-France. Sie wurde am 22. März 2002 gegründet und umfasste 11 Gemeinden. Der Verwaltungssitz befand sich im Ort Palaiseau.
Der Gemeindeverband wurde mit Wirkung vom 1. Januar 2016 mit der Communauté d’agglomération Europ’ Essonne fusioniert und bildete so die neue Communauté Paris-Saclay.

## Ehemalige Mitgliedsgemeinden
1. Bures-sur-Yvette
2. Gif-sur-Yvette
3. Gometz-le-Châtel
4. Igny
5. Orsay
6. Palaiseau
7. Saclay
8. Saint-Aubin
9. Les Ulis
10. Vauhallan
11. Villiers-le-Bâcle